# Simpleks
Simpleks ali n-simpleks je v geometriji n-razsežni analogon trikotnika.
Točka je 0-simpleks, 1-simpleks je daljica, 2-simpleks je trikotnik, 3-simpleks je tetraeder in 4-simpleks je 5-celica (pentahoron) (v vseh primerih vključno z notranjostjo).